# Diritti LGBT nelle Tonga
L'omosessualità maschile è illegale nel paese a differenza di quella femminile.
Le persone LGBT non dispongono di alcuna tutele e le coppie formate da due persone dello stesso sesso non hanno alcun riconoscimento giuridico.

## Leggi sui reati
I rapporti sessuali omosessuali maschili consensuali sono illegali a Tonga e possono essere puniti con una pena massima di 10 anni di reclusione. I colpevoli possono anche essere frustati come punizione se condannati.
"Sezione 136. Sodomia e bestialità. Chiunque sia condannato per il reato di sodomia con un'altra persona [...] è responsabile, a discrezione della Corte, di essere imprigionato per un periodo non superiore a dieci anni."

## Tabella riassuntiva
| Depenalizzazione dell'omosessualità                                                                           | maschile / femminile |
| Uguale età del consenso rispetto agli eterosessuali                                                           | maschile / femminile |
| Divieto di discriminazione nel posto di lavoro                                                                | No                   |
| Divieto di discriminazione nella fornitura di beni e servizi                                                  | No                   |
| Leggi anti-discriminazione in tutti gli altri settori (inclusa discriminazione diretta ed espressioni d'odio) | No                   |
| Matrimonio egualitario                                                                                        | No                   |
| Unione civile                                                                                                 | No                   |
| Step-child adoption                                                                                           | No                   |
| Adozione congiunta per le coppie dello stesso sesso                                                           | No                   |
| Diritto per le persone LGBT di poter servire nelle forze armate                                               | No                   |
| Diritto di cambiare genere legale                                                                             | No                   |
| Maternità surrogata per le coppie omosessuali                                                                 | No                   |
| Accesso alla fecondazione in vitro per le lesbiche                                                            | No                   |
| Permesso di donare il sangue                                                                                  | No                   |